# Naturschutzgebiet Kiekbuschwiesen bei Neuhof
Koordinaten: 53° 44′ 37,9″ N, 10° 47′ 49,9″ O
Das Naturschutzgebiet Kiekbuschwiesen bei Neuhof ist ein 54 Hektar umfassendes Naturschutzgebiet in Mecklenburg-Vorpommern westlich von Schlagsdorf. Die Unterschutzstellung erfolgte am 15. Mai 1990 mit dem Ziel, eine extensiv genutzte Niederung mit artenreichem Feuchtgrünland sowie orchideenreichen Laubmischwäldern zu erhalten.
Das Naturschutzgebiet befindet sich im Biosphärenreservat Schaalsee und ist Bestandteil des FFH-Gebietes Ostufer Großer Ratzeburger See (MV) und Mechower Grenzgraben. Der aktuelle Gebietszustand wird als befriedigend angesehen, da der Wasserhaushalt der Flächen gestört ist.

## Grünes Band
Das Naturschutzgebiet ist aufgrund der für mehrere Jahrzehnte abgeschiedenen Lage an der innerdeutschen Grenze heute Teil des sogenannten Grünen Bandes. Die Naturschutzgebiete im Bereich des Grünen Bandes in Mecklenburg-Vorpommern sind (von Nord nach Süd) im Biosphärenreservat Schaalsee die NSG Wakenitzniederung, Kammerbruch, Campower Steilufer, Kiekbuschwiesen bei Neuhof, Mechower See, Goldensee, Techin  weiterhin die NSG Wallmoor, Pipermoor/Mühlbachtal, Stecknitz-Delvenau sowie im Naturpark Mecklenburgisches Elbetal die NSG Elbhang "Vierwald", Elbdeichvorland, Rüterberg, Binnendünen bei Klein Schmölen und Löcknitztal-Altlauf.